# Jeziorki Małe
Jeziorki Małe (deutsch Klein Jesziorken, 1938 bis 1945 Kleinschöntal) ist ein kleiner Ort in der polnischen Woiwodschaft Ermland-Masuren, der zur Stadt- und Landgemeinde Gołdap (Goldap) im Kreis Gołdap gehört.

## Geographische Lage
Jeziorki Małe liegt im Nordosten der Woiwodschaft Ermland-Masuren, zehn Kilometer südwestlich der Kreisstadt.

## Geschichte
Der Ort Klein Jesziorken wurde an altem Siedlungsplatz im Jahre 1827 als Wohnplatz von Jesziorken, das dann in Groß Jesziorken umbenannt wurde. Die Muttergemeinde gehörte bis 1945 zum Amtsbezirk Altenbude im Kreis Goldap im Regierungsbezirk Gumbinnen der preußischen Provinz Ostpreußen. Nachdem sie am 4. Dezember 1930 in „Schöntal“ umbenannt wurde, erhielt wenige Jahre später der Ort Klein Jesziorken die neue Bezeichnung „Kleinschöntal“.
Als 1945 in Kriegsfolge das südliche Ostpreußen zu Polen kam, bekam Kleinschöntal die polnische Bezeichnung „Jeziorki Małe“ und wurde als Ortschaft verselbständigt. Heute ist das kleine Dorf in den Verbund der Stadt- und Landgemeinde Gołdap im Powiat Gołdapski integriert, bis 1998 der Woiwodschaft Suwałki, seither der Woiwodschaft Ermland-Masuren zugehörig.

## Religion
Evangelischerseits gehörte Klein Jesziorken vor 1945 zum Kirchspiel der Kirche zu Grabowen (1938 bis 1945: Arnswald, polnisch: Grabowo) im Kirchenkreis Goldap innerhalb der Kirchenprovinz Ostpreußen der Kirche der Altpreußischen Union. Seit 1945 gehören hier lebende evangelische Kirchenglieder zur Kirchengemeinde in Gołdap, einer Filialgemeinde der Pfarrei Suwałki in der Diözese Masuren der Evangelisch-Augsburgischen Kirche in Polen.
Für die katholischen Kirchenglieder hat sich nichts geändert: vor und nach 1945 war und ist das Dorf zur Pfarrei in der Kreisstadt hin orientiert, die früher zum Bistum Ermland, heute zum Bistum Ełk (Lyck) der Katholischen Kirche in Polen gehört.

## Verkehr
Jeziorki Małe liegt westlich der polnischen Woiwodschaftsstraße DW 650 (einstige deutsche Reichsstraße 136) und ist von Grabowo (Grabowen, 1938 bis 1945 Arnswald) aus zu erreichen. Den Ostrand der Ortschaft durchzieht die Trasse der nicht mehr in Betrieb befindlichen Bahnstrecke Angerburg–Goldap.